# Троценко Юхим Григорович
Юхим Григорович Троценко (27 березня 1901, хутір Єгоров Області Війська Донського, тепер Волгодонського району Ростовської області, Російська Федерація — 25 січня 1972, місто Москва, Російська Федерація) — радянський військовий діяч, генерал-полковник. Депутат Верховної ради СРСР 3—4-го скликань. Депутат Верховної ради РРФСР 3-го скликання.

## Біографія
Народився в селянській родині.
З 1918 року служив у Червоній армії, червоноармійцем брав участь у громадянській війні на Південному фронті.
Член РКП(б) з 1920 року.
У 1922 закінчив Краснодарські командирські курси, у яких з вересня 1922 року став командиром взводу.
З грудня 1922 року — в полковій школі 13-ї Дагестанської стрілецької дивізії Північно-Кавказького військового округу: командир відділення, потім старшина (з лютого 1923), командир взводу (із серпня 1923), помічник командира роти (з листопада 1923), командир роти (з травня 1924), помічник начальника полкової школи (із серпня 1924).
У 1925 році екстерном закінчив Владикавказьку піхотну школу. Служив командиром роти (з вересня 1925), командиром батальйону (з листопада 1925), командиром та політичним керівником роти (з жовтня 1926) 39-го стрілецького полку 13-ї Дагестанської стрілецької дивізії.
У 1931 році закінчив Військову академію РСЧА імені Фрунзе.
З травня 1931 до березня 1934 року — начальник 1-ї частини штабу 1-ї Туркестанської гірськострілецької дивізії. З березня 1934 до квітня 1936 року — начальник штабу 70-ї стрілецької дивізії. З квітня до грудня 1936 року — начальник штабу 1-ї Казанської стрілецької дивізії, начальник штабу 86-ї стрілецької дивізії. З грудня 1936 року — начальник 1-го відділу штабу Приволзького військового округу.
З квітня 1937 до липня 1938 року брав участь у Громадянській війні в Іспанії.
У серпні 1938 — липні 1939 року — начальник штабу Калінінського військового округу.
У липні 1939 — липні 1940 року — начальник штабу 2-ї окремої Червонопрапорної армії.
У липні 1940 — листопаді 1941 року — начальник штабу Забайкальського військового округу.
З 15 листопада 1941 до 12 липня 1945 року — начальник штабу Забайкальського фронту.
З липня до вересня 1945 року — заступник начальника штабу головнокомандувача радянськими військами на Далекому Сході, брав участь у радянсько-японській війні.
У вересні 1945 — червні 1947 року — начальник штабу Забайкальсько-Амурського військового округу. У червні 1947 — травні 1953 року — начальник штабу Забайкальського військового округу.
У травні 1953 — січні 1956 року — командувач військ Забайкальського військового округу.
З травня 1956 до липня 1965 року — 1-й заступник начальника Головного управління кадрів Міністерства оборони СРСР. У липні 1965 року був звільнений у відставку через хворобу. Проживав у Москві.
Помер 25 січня 1972 року, похований на Новодівочому цвинтарі Москви.

## Звання
- генерал-майор (4.06.1940)
- генерал-лейтенант (1.09.1943)
- генерал-полковник (31.05.1954)

## Нагороди
- два ордени Леніна (16.11.1943,)
- чотири ордени Червоного Прапора (14.09.1945,)
- два ордени Червоної Зірки
- медалі